# 静岡県道257号西同笠浅羽線
静岡県道257号西同笠浅羽線（しずおかけんどう257ごう にしどうりあさばせん）は、静岡県袋井市を通る一般県道である。

## 概要

### 路線データ
- 陸上距離 : 2.9km
- 起点 : 袋井市西同笠（国道150号交点）
- 終点 : 袋井市浅羽（実際の終点は袋井市浅名）（静岡県道41号袋井大須賀線交点）

## 通過する自治体
- 静岡県
  - 袋井市

## 主な接続路線
起点から順に
- 国道150号
- 静岡県道41号袋井大須賀線